# Plexippoides
Genre
Synonymes
- Menemerops Prószyński, 1992

Plexippoides est un genre d'araignées aranéomorphes de la famille des Salticidae.

## Distribution
Les espèces de ce genre se rencontrent en écozone paléarctique.

## Liste des espèces
Selon World Spider Catalog (version 26, 03/07/2025) :
- Plexippoides annulipedis (Saito, 1939)
- Plexippoides arkit Logunov & Rakov, 1998
- Plexippoides biprocessiger (Lessert, 1927)
- Plexippoides cornutus Xie & Peng, 1993
- Plexippoides dentatus Wiśniewski & Wesołowska, 2024
- Plexippoides digitatus Peng & Li, 2002
- Plexippoides discifer (Schenkel, 1953)
- Plexippoides doenitzi (Karsch, 1879)
- Plexippoides flavescens (O. Pickard-Cambridge, 1872)
- Plexippoides gestroi (Dalmas, 1920)
- Plexippoides insperatus Logunov, 2021
- Plexippoides jinlini Yang, Zhu & Song, 2006
- Plexippoides longapophysis Wang, Mi & Peng, 2020
- Plexippoides longus Zhu, J. X. Zhang, Z. S. Zhang & Chen, 2005
- Plexippoides meniscatus Yang, Zhu & Song, 2006
- Plexippoides nishitakensis (Strand, 1907)
- Plexippoides potanini Prószyński, 1984
- Plexippoides qiui Wang, Gan & Mi, 2024
- Plexippoides regius Wesołowska, 1981
- Plexippoides regiusoides Peng & Li, 2008
- Plexippoides subtristis Wang, Mi & Peng, 2020
- Plexippoides subvalidus Zhou, Li, Wang & Liu, 2023
- Plexippoides szechuanensis Logunov, 1993
- Plexippoides tangi Wang, Mi & Peng, 2020
- Plexippoides tristis Próchniewicz, 1990
- Plexippoides validus Xie & Yin, 1991
- Plexippoides yintiaoling Lu & Wang, 2025

## Systématique et taxinomie
Ce genre a été décrit par Prószyński en 1984 dans les Salticidae.
Menemerops a été placé en synonymie par Wesołowska en 1996.

## Publication originale
- Prószyński, 1984 : « Remarks on Anarrhotus, Epeus and Plexippoides (Araneae, Salticidae). » Annales zoologici, vol. 37, p. 399-410.